# 앨릭스 블랙
앨릭스 블랙(Alex Black, 1989년 4월 20일 ~ )은 미국의 배우이다.

## 출연 작품
- 더 젠틀맨 돈 라 만차 (2004)
- 허프 (2004)
- 완벽한 그녀에게 딱 한가지 없는 것 (2004)
- 데저트 세인츠 (2002)
- 스파이더맨 (2002)
- 버블 보이 (2001)